# Муравлянка (река)
Муравлянка — река в России, протекает в Кимовском и Богородицком районах Тульской области. Правый приток Дона.
Начинается близ деревни Муравлянка, пересекает село Гагарино, деревни Муравлянка, Анохино, Колбово. Устье реки находится в 1825 км от Азовского моря по правому берегу реки Дон, в селе Муравлянка. Длина реки составляет 11 км, площадь водосборного бассейна 35,4 км².

## История
По мнению С. Н. Азбелева рядом с устьем Муравлянки 7 сентября 1380 года происходила переправа на правый берег Дона войск великого князя московского Дмитрия Ивановича, с дальнейшим марш-броском на истоки Непрядвы (её летописное «устье»), недалеко от Волова озера на Куликовом поле у Муравского шляха.

## Данные водного реестра
По данным государственного водного реестра России относится к Донскому бассейновому округу, водохозяйственный участок реки — Дон от истока до города Задонск, без рек Красивая Меча и Сосна, речной подбассейн реки — бассейны притоков Дона до впадения Хопра. Речной бассейн реки — Дон (российская часть бассейна).
Код объекта в государственном водном реестре — 05010100312107000000243.